# Trei mere
Trei mere este un film românesc din 1979 regizat de Ion Popescu Gopo.